# Ina Holmqvist
Ina Magdalena Holmqvist, född 10 augusti 1982 i Maria Magdalena församling, Stockholm, är en svensk filmare. 

## Biografi
Holmqvist har läst dokumentärfilmsregi vid Dramatiska institutet i Stockholm, och har tillsammans med Emelie Wallgren gjort den Guldbaggenominerade kortdokumentären Så nära (2010). De har även tillsammans gjort The quiet one (2011)  som bland annat vunnit pris för årets korta dokumentärfilm på Tempo dokumentärfestival, pubilkens pris på Uppsala kortfilmsfestival och hedersomnämnande på Nordisk Panorama 2012. Holmqvist och Wallgren har även regisserat filmen Tangokungens dotter, 2014.